# Jizerka

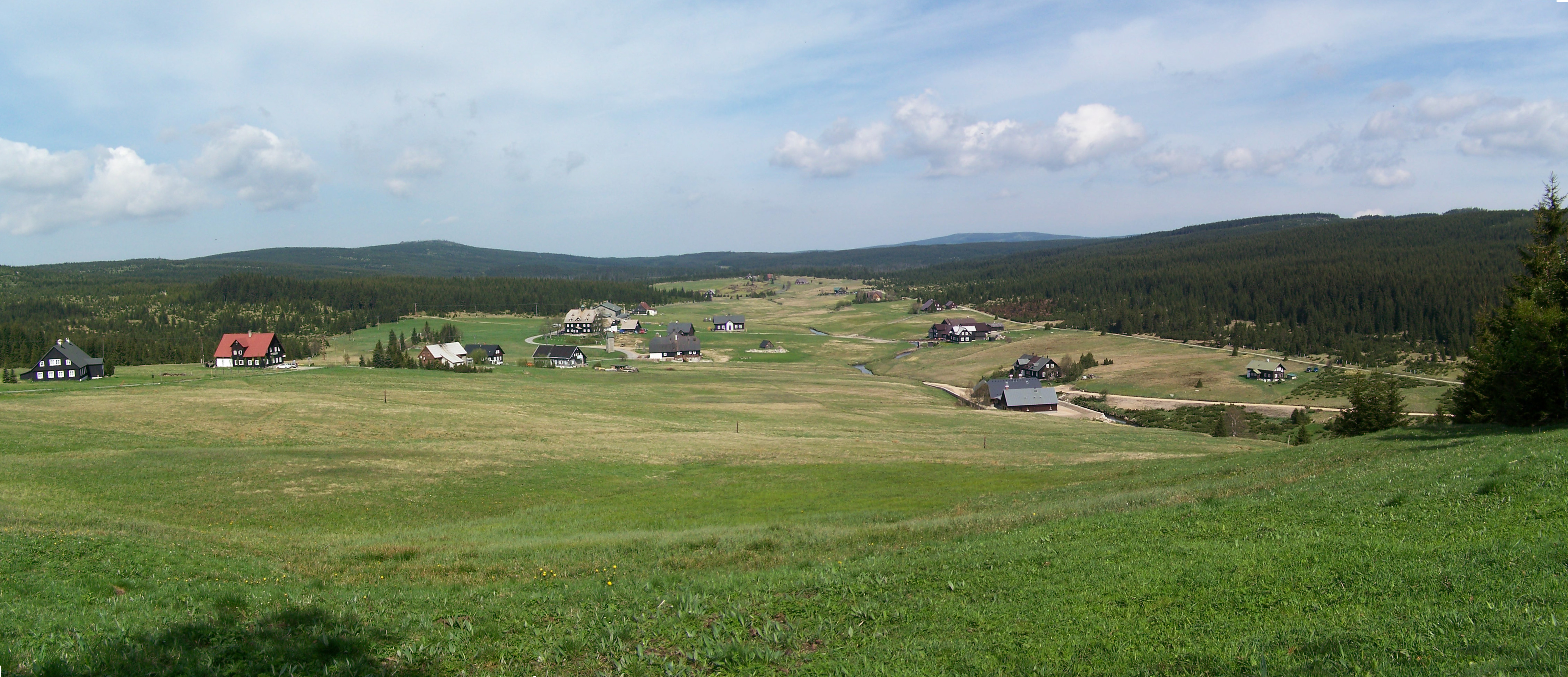
Panoramafoto des Ortes, mit Blick über das Isergebirge im Hintergrund, vom Fuß des Buchbergs (Bukovec) aus gesehen

Jizerka (deutsch Klein Iser, früher Wilhelmshöhe) ist ein Ortsteil der Gemeinde Kořenov im Okres Jablonec nad Nisou. Der Ort hat acht Einwohner und 23 Häuser, die fast ausschließlich touristisch oder gastronomisch genutzt werden.

## Geographie
Jizerka liegt unweit der polnischen Grenze auf der Malá Jizerská louka (Kleine Iserwiese) zwischen dem Vlašský hřeben (Welscher Kamm) und Střední jizerský hřeben (Mitteliserkamm) an dem gleichnamigen Bach Jizerka (Kleine Iser), in den der Safírový potok (Saphirflössel) und ein weiterer Bach einmünden. Auf schlesischer Seite befand sich die Siedlung Groß Iser auf der Großen Iserwiese. Jizerka war bis etwa 1970 vollständig von Nadelwäldern umgeben. Als Folge des Waldsterbens im früheren Schwarzen Dreieck sind die Kämme des Isergebirges inzwischen kahl. Seit den 1990er-Jahren wurden verstärkt Wiederaufforstungsmaßnahmen eingeleitet. Der schneereiche und harte Winter 2005/2006 beschädigte viele neu gepflanzte junge Bäume durch Schneebruch. In den Wintermonaten ist der Ort Treffpunkt für Skilangläufer und wird von der Isergebirgs-Skimagistrale berührt.

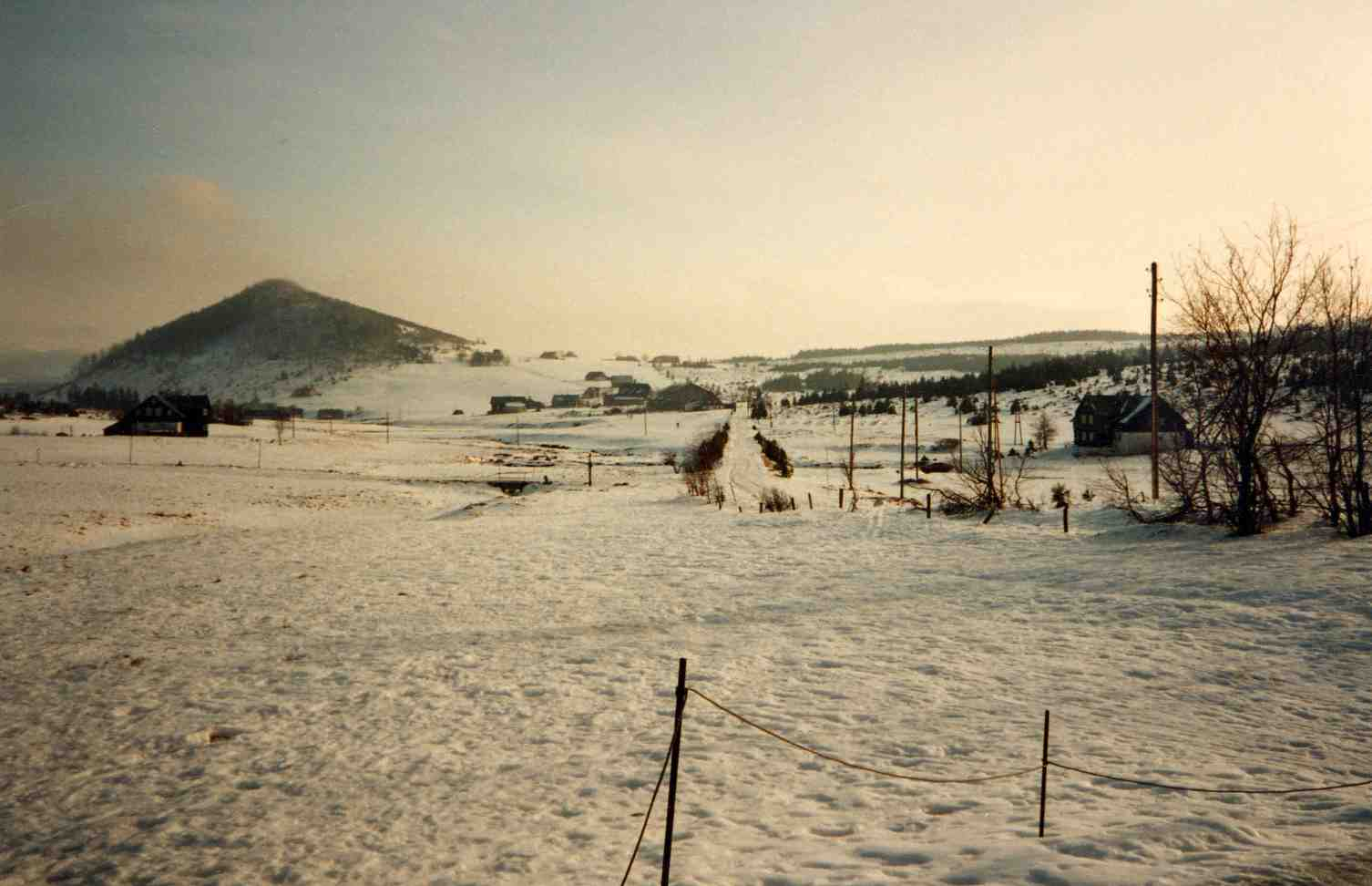
Vom Misthaus über den Ort zum Buchberg Bukovec (Isergebirge) gesehen

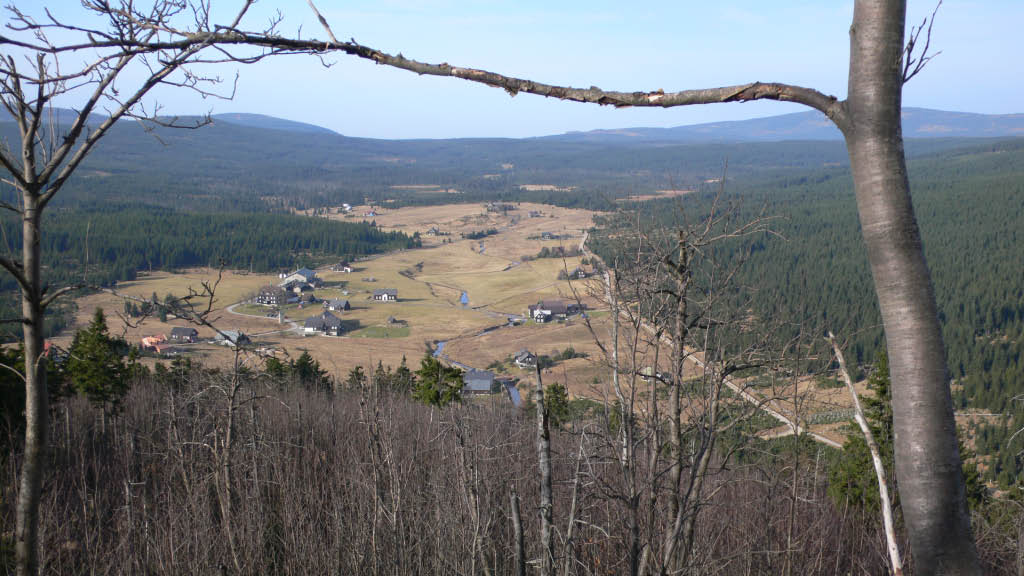
Blick vom Buchberg auf Jizerka

Der Ferienort am Fuß des Vulkankegels des Bukovec (Buchberg, 1005 m) liegt in 860 m ü. M. und ist zusammen mit Příchovice der höchstgelegene Ort im tschechischen Teil des Isergebirges. Für den motorisierten Fahrzeugverkehr ist er ausschließlich über Horní Polubny erreichbar. Die Zufahrt mit dem Auto ist nur Anliegern und Gästen des Ortes erlaubt. Seit 15. Juli 2005 ist der Karlstaler Steg über den Grenzfluss Iser als Wandergrenzübergang nach Orle (Karlsthal) wieder aufgebaut.

## Geschichte
Um 1550 entstand in den tiefen Wäldern des Isergebirges am Saphirflössel eine kleine Ansiedlung von Edelsteingräbern, die hier nach Saphiren und Iserinen suchten. Alten Überlieferungen nach soll Elias Link 1570 auf dem Sattel am Keuligen Buchberg ein Haus erbaut haben, was zur Gründung des Ortes geführt habe.
Im Jahr 1699 errichtete Christoph Schönwald am Weg vom Mitteliserkamm zur Großen Iserwiese das Hoyerhaus. Im Jahre 1704 siedelten sich in dem unwegsamen Gebiet Flüchtlinge aus Schlesien und Sachsen an. In der zweiten Hälfte des 18. Jahrhunderts bestand die als Baude Ling Elis oder Haus Eliae Lings bezeichnete Ansiedlung aus neun Anwesen, von denen acht zur Herrschaft Friedland und eines zur Herrschaft Semil gehörten. Fünf der Familien waren Protestanten, die zur Meffersdorfer Pfarre gehörten, die anderen vier waren katholisch. Um die 1769 auf der Kleinen Iserwiese errichtete Glashütte, die aber wieder einging, entstand die Ansiedlung Wilhelmshöhe. Neben der Glasfabrikation lebten die Bewohner von der Forstwirtschaft und der Vogelfängerei und unterstanden dem Gericht in Weißbach. Im Jahre 1828 ließ der Glasmacher Franz Riedel auf der Kleinen Iserwiese eine neue Glashütte errichten, die Hohlglas und Lustersteine (geschliffenes Pressglas) produzierte. Wilhelmshöhe erhielt fortan eine eigene Ortsgerichtsbarkeit, die Siedlung am Keuligen Buchberg hieß seitdem Buchberg.
Im Jahr 1832 bestand die Streusiedlung Iser bzw. Buchberg, auch Wilhelmshöhe oder die Iserhäuser genannt, aus 21 Bauden mit 134 deutschsprachigen Einwohnern. Haupterwerbsquelle waren Forstwirtschaft und Viehzucht. Wegen der Höhenlage und des Kältekessels auf der Kleinen Iserwiese war nur Weidewirtschaft möglich, sämtliche Feldfrüchte mussten aus Přichowitz oder Pollaun eingeführt werden. Im Ort gab es ein herrschaftliches Jägerhaus. Pfarrort war Pollaun. Als Franz Riedels Neffe und Schwiegersohn Josef Riedel 1841 das Jägerhaus übernahm, verlegte er seinen Wohnsitz bis 1844 nach Wilhelmshöhe und ließ dort ein Herrenhaus errichten. Bis zur Mitte des 19. Jahrhunderts blieb Iser der Allodialherrschaft Friedland untertänig.
Nach der Aufhebung der Patrimonialherrschaft bildete Wilhelmshöhe/Buchberg mit dem Hujerhaus ab 1850 einen Ortsteil der Gemeinde Weißbach im Bunzlauer Kreis im Gerichtsbezirk Friedland. Ab 1868 gehörte das Dorf zum Bezirk Friedland. 1866 ging neben dem Herrenhaus eine zweite Glashütte in Betrieb, die bis 1911 produzierte. Nach der Stilllegung der Glashütte war eine Sägemühle der größte Betrieb des Ortes. Über die Iser, die die Grenze zu Schlesien bildete, führte unterhalb des Buchberges der Karlstaler Steg in den jenseits der Grenze gelegenen Nachbarort Karlstal und weiter über die alte Zollstraße nach Schreiberhau. Ein weiterer Weg, der Zollweg, führte über den Mitteliserkamm am Hegerhaus, später nach seinen Bewohnern als Hoyerhaus bezeichnet, bei den Koberhäusern über die Iser auf die Große Iserwiese nach Groß Iser in Schlesien. Am Fuße des Buchberges, wo beide Wege zusammentrafen, befand sich das Zollhaus. Nach dem Ersten Weltkrieg diente die neue Glashütte als Jugendherberge. Die alte verfiel und wurde abgetragen.
Zu Beginn des 20. Jahrhunderts wurden Iser bzw. Wilhelmshöhe und Buchberg zum Dorf Klein Iser vereinigt und erhielt ab 1924 den tschechischen Ortsnamen Jizerka. Für den aufkommenden Tourismus entstand in dieser Zeit auf dem Buchbergsattel die Baude Zum Buchberg (Chata pod Bukovcem), in den 1930er Jahren kam gegenüber die kleinere Buchbergbaude hinzu (seit etwa dem Jahr 2000 Pension Kakrda). Im Jahre 1930 lebten in Jizerka 157 Personen. Nach dem Münchner Abkommen erfolgte 1938 die Annexion an das Deutsche Reich; Klein Iser gehörte zunächst als Ortsteil von Weißbach zum Landkreis Friedland. Am 1. Mai 1939 wurde Klein Iser von Weißbach abgetrennt und als selbstständige Gemeinde dem Landkreis Gablonz an der Neiße zugeordnet. Beim Zensus von 1939 hatte die Gemeinde Klein Iser einschließlich des einschichtigen Hoyerhauses (Hojerův dům) 125 Einwohner. Nach dem Ende des Zweiten Weltkriegs kam der Ort zur Tschechoslowakei zurück und trägt seitdem wieder den tschechischen Namen. In den Jahren 1946 und 1947 wurden die meisten deutschböhmischen Bewohner vertrieben. Dadurch verfielen zahlreiche Gebäude und mussten abgerissen werden. In den 1960er Jahren wurde die seit Kriegsende gesperrte Brücke am Karlstaler Steg durch ein Hochwasser der Jizera weggerissen. Wegen der geringen Einwohnerzahl erfolgte 1960 die Eingemeindung nach Kořenov. Nach dem Brand der Jugendherberge wurde die Ruine der Glashütte als Kuhstall genutzt. Das Hoyerhaus brannte in den 1960er Jahren nieder. Gustav Ginzel und Helfer setzten ab 1980 das Herrenhaus weitestgehend wieder instand. Im Jahr 1989 begann der Wiederaufbau des Gebäudes der ehemaligen Glashütte, die seitdem Gaststätte, Pension und Sporthalle ist. Das Herrenhaus beherbergt ein Hotel.
1991 hatte der Ort nur zwei Einwohner. Im Jahre 2001 bestand das Dorf aus 13 Häusern, in denen wieder acht Menschen lebten. Im Jahre 2005 wurde die Pyramida in ihrer historischen Bauform restauriert, ein fast 100 Jahre altes Ausflugsrestaurant. Beim Zensus 2021 gaben zwölf Personen an, in Jizerka ihren festen Wohnsitz zu haben. Ebenfalls 2021 wurde die Fußgängerbrücke über die Iser (Karlstaler Steg, tschechisch Karlovský most) grundhaft erneuert. Zuvor existierte ein undatierter hölzerner Übergang auf den alten Widerlagern von 1901. 

## Iserwiese
Schon lange vor der Gründung des Ortes erlangte die Iserwiese als Fundstätte von Edelsteinen große Bedeutung. Im 15. Jahrhundert waren es vor allem Walen, die hier nach Saphir, Topas, Zirkon, Smaragd und Rubin suchten. Vor allem am Saphirflössel am Rande des Kleinen Isermoores wurden immer wieder Edelsteine gefunden. Dazu gehörten insbesondere seltene Titaneisensteine, die nach der Fundstätte als Iserine bezeichnet werden.
Die Iserwiese war Teil der Herrschaft Friedland und deren Besitzer, die Bibersteiner, ließen seit Beginn des 16. Jahrhunderts selbst nach den Steinen schürfen und waschen. Fremden Edelsteinsuchern wurden mit Androhung der Blendung jegliche Aktivitäten untersagt. Über die Edelsteinfunde auf der Iserwiese, die zu Zeiten Rudolfs II. als der bedeutendste Fundort Böhmens galt, berichten auch die Chronisten Bohuslav Balbinus, Caspar von Schwenckfeld und Nicolaus Henel.
1539 brach zwischen den Herrschaften Friedland und Nawarow ein Grenzstreit um die Iserwiese aus, der erst 1591 zugunsten der Friedländer beigelegt wurde.
Rudolf II. erteilte am 8. Juli 1595 ein Privileg zur Edelsteinsuche auf der Iserwiese an die Bergleute Leonhard Stadler und Johann Eckstein, gleiches erhielten später noch der Pfarrer Simon Thaddäus Budeccius von Falkenberg und der Steinschneider Willibald Heffter. Im 17. Jahrhundert beauftragte Albrecht von Waldstein italienische Edelsteinsucher mit der Untersuchung des Gebirges zwischen Isermoor und Buchberg. Franz Xaver Zippe beschrieb die Iserwiese 1824 in den Beiträgen zur Kenntnis des Mineralreiches.
Immer wieder versuchten Edelsteingräber ihr Glück auf der Iserwiese, letzte größere Versuche erfolgten nach dem Ersten Weltkrieg.

## Sehenswürdigkeiten

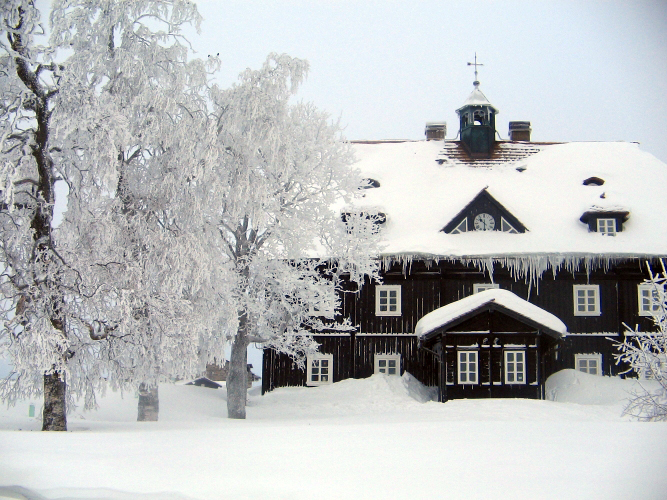
Zum Hotel Pansky Dům umgebautes Herrenhaus 2005

- Bekannt wurde der Ort auch durch das Misthaus und dessen Besitzer, den Globetrotter Gustav Ginzel, zu dessen Vorträgen und Führungen durch das Haus früher viele Tagestouristen vor allem aus der DDR anreisten. Gleichzeitig war das Haus ein beliebter Treffpunkt von Bergsteigern. Das Misthaus ist seit einigen Jahren geschlossen.
- Das kleine Isermoor wurde zum Naturschutzgebiet erklärt und ist nur auf gekennzeichneten Pfaden begehbar.
- Der Bukovec besitzt an seinen Hängen einige warme Quellgebiete, an denen die Trollblume, der Gelbblühende Dreifuß und der Schwalbenwurzige Enzian zu finden sind.
- Nordwestlich des Ortes befindet sich in fünf Kilometer Entfernung die bekannte Bergbaude Smědava (Wittighaus). Südwestlich von Klein-Iser, über den Welschen Kamm, liegt die Darretalsperre. Wegen des Einzugsgebietes dieser Trinkwassertalsperre und des Naturschutzgebietes Isermoor wurden die Straßen zwischen Jizerka und dem Wittighaus und von dort zur Talsperre für den Kraftfahrzeugverkehr gesperrt.
- Pytlácke kameny (Raubschützenfelsen, 975 m) und Wackelstein (Viklan) auf dem Mitteliserkamm
- In der früheren Schule zeigt das Nordböhmische Museum Liberec eine Dauerausstellung zur Geschichte von Jizerka und das Leben im Isergebirge
- Steinobelisk vor der Horská chata Pyramida (deutsch ehemals Gasthaus Pyramide)[7]
- Ruine des Hoyerhauses

## Persönlichkeiten
- Wilhelm Lange (1813–1881), böhmischer Gynäkologe und Hochschullehrer, wurde hier geboren.
- Ludwig Hujer (1872–1968), wurde hier geboren. Er arbeitete als Medailleur, Bildhauer, Gold- und Silberschmied sowie Lehrer.
- Gustav Ginzel (1932–2008), deutschböhmischer Geologe, Globetrotter, Naturschützer et al., wirkte hier von den 1960er bis Ende der 1990er Jahre in seinem Misthaus.